# Graves County
Graves County är ett administrativt område i delstaten Kentucky, USA. År 2010 hade countyt 37 121 invånare. Den administrativa huvudorten (county seat) är Mayfield.

## Geografi
Enligt United States Census Bureau har countyt en total area på 1 441 km². 1 439 km² av den arean är land och 2 km² är vatten.

### Angränsande countyn
- McCracken County - nord
- Marshall County - nordost
- Calloway County & Henry County, Tennessee - sydost
- Weakley County, Tennessee - syd
- Hickman County - sydväst
- Carlisle County - nordväst

### Orter
- Fancy Farm
- Farmington
- Lowes
- Mayfield (huvudort)
- Sedalia
- Water Valley
- Wingo